# 布坎南海峽
66°48′S 67°42′W / 66.800°S 67.700°W
布坎南海峽（Buchanan Passage），是南極洲的海峽，位於哈努斯灣北端，分隔利亞德島和阿德萊德島，由讓-巴蒂斯特·夏古率領的法國探險隊發現和繪入地圖，現時由南極條約體系管理。